# Niklaus Künzi

Niklaus Künzi (1997)

Niklaus Künzi (* 3. September 1936 in Adelboden; † 25. September 2022 in Steinmaur) war Professor für Züchtungslehre an der ETH Zürich.

## Werdegang
Niklaus Künzi studierte von 1959 bis 1963 an der Abteilung für Landwirtschaft der ETH Zürich und promovierte 1969 dort. Nach seinem Postdoktorat am Department of Animal Science der University of Nebraska in Lincoln kam er 1970 als Oberassistent an die ETH Zürich zurück und arbeitete am Institut für Tierzucht. 1978 wählte der Bundesrat Niklaus Künzi zum ausserordentlichen Professor für Züchtungslehre und beförderte ihn 1984 zum ordentlichen Professor für dasselbe Lehrgebiet. Seine Einführungsvorlesung hielt er am 6. November 1978 zum Thema «Genetische Vielfalt und landwirtschaftliche Tierzucht». Von 1994 bis 1995 war Künzi Vorsteher des Instituts für Nutztierwissenschaften und von 1995 bis 1998 Mitglied der Forschungskommission der ETH Zürich. 2001 wurde er emeritiert.

## Schwerpunkte und Forschung
Künzis Forschung in Tierzucht und Züchtungsbiologie hatte grosse internationale Ausstrahlung und Reputation. Schwerpunkte bildeten dabei die quantitative Genetik und ihre Anwendung in der Nutztierzucht sowie die Tierproduktionssysteme. Die Entwicklung von Zuchtplänen, die Optimierung von Zuchtprogrammen mit Kosten-Nutzen-Analysen und der Vergleich von Rassen und Linien bei Rindern, Schafen und Schweinen sowie die Modellierung von Tierproduktionssystemen, einschliesslich Altersaufbau und Reproduktion, führten zu einem besseren Aufwands-Ertrags-Verhältnis bei Aufzucht, Milch- und Fleischproduktion. Künzi betreute über 40 Doktorierende, die breit angelegte Forschungsthemen bearbeiteten, die alle eine praktische Anwendung als Ziel hatten. Als Delegierter für die Versuchsgüter des damaligen Departements für Agrar- und Lebensmittelwissenschaften und Präsident verschiedener Organisationen, wie der Arbeitsgemeinschaft für Embryotransfer (AET), legte er den Grundstein für das neue Forschungszentrum der ETH Zürich, der Veterinärmedizinischen Fakultät der Universität Zürich und des Kantons Zürich am Strickhof. Mehrere ehemalige Doktorierende bekleiden heute führende Stellen in der Wirtschaft und Politik. Mit seiner gewinnenden Art konnte er ein breites Publikum für die Tierzucht begeistern.